# Kinh tế thị trường xã hội
Nền kinh tế thị trường xã hội (tiếng Đức: Soziale Marktwirtschaft) là một nền kinh tế trong đó nhà nước bảo đảm tự do hoạt động kinh tế, thương mại, nhưng có những chính sách về kinh tế cũng như về xã hội để đạt được sự cân bằng xã hội. Nền kinh tế thị trường xã hội đã được cổ vũ và thiết lập đầu tiên tại Tây Đức bởi đảng CDU dưới thời thủ tướng Đức Konrad Adenauer vào năm 1949. Nguồn gốc của nó xuất phát từ những tư tưởng kinh tế của trường phái Freiburg trong thời kỳ giữa 2 đại thế chiến.

## Phân biệt các nền kinh tế
Nền kinh tế thị trường xã hội không phải là nền kinh tế thị trường tư bản truyền thống (từ giữa thế kỷ 19 đến đầu thế kỷ 20), không phải là nền kinh tế kế hoạch ở các nước xã hội chủ nghĩa trước đây, cũng không phải là nền kinh tế thị trường hiện đại của trào lưu tự do mới vì trào lưu này quá coi nhẹ vai trò của nhà nước và các vấn đề xã hội.
Nền kinh tế thị trường xã hội tạo điều kiện để kích thích mạnh mẽ sáng kiến cá nhân, bảo đảm tự do hoạt động kinh tế, thương mại để đưa tới lợi ích cho toàn xã hội, đồng thời phòng tránh được các khuyết tật lớn của nền kinh tế thị trường, bằng cách chống lạm phát, giảm thất nghiệp, thực hiện những chính sách để tạo công bằng xã hội, giảm khoảng cách quá lớn giữa người giàu và kẻ nghèo.

## Thành phần chính
Những thành phần chính của nền kinh tế thị trường xã hội thì như sau:
- Thị trường xã hội bao gồm những điểm trọng yếu của một nền kinh tế thị trường tự do như tài sản tư hữu,  tự do mậu dịch quốc tế, trao đổi hàng hóa, và tự do lập giá cả.
- Trái ngược với tình trạng của một nền kinh tế thị trường tự do, nhà nước không thụ động và tích cực đưa ra những biện pháp điều chỉnh.[6] Một vài điểm, như bảo hiểm hưu trí, bảo hiểm sức khỏe và bảo hiểm thất nghiệp là một phần của hệ thống an toàn xã hội. Những loại bảo hiểm này được chi trả bằng sự phối hợp giữa sự đóng tiền của nhân viên, góp phần của hãng xưởng và sự phụ cấp của nhà nước. Những mục tiêu trong chính sách xã hội là công ăn việc làm, nhà cửa và chính sách giáo dục, cũng như một sự cân bằng về sự phát triển mức thu nhập. Thêm vào đó có những điều khoản để kiềm chế thị trường tự do (thí dụ, biện pháp chống lũng đoạn thị trường, những luật lệ chống lợi dụng quyền lực thị trường...). Những điều này giúp đỡ loại trừ những vấn đề không tốt xảy ra trong một thị trường tự do.[7]

### Mô hình lý thuyết kinh tế
Các sách chủ yếu
- Günter Brakelmann, Traugott Jähnichen (Hrsg.): Die protestantischen Wurzeln der Sozialen Marktwirtschaft. Ein Quellenband. Gütersloh 1994.
- Ludwig Erhard, Wolfram Langer (Bearb.): Wohlstand für alle. Anaconda, Köln 2009, ISBN 978-3-86647-344-7. (8. Auflage 1964, PDF Lưu trữ ngày 10 tháng 10 năm 2008 tại Wayback Machine)
- Alfred Müller-Armack: Soziale Marktwirtschaft. In: Handwörterbuch der Sozialwissenschaften. 9, Stuttgart u. a. 1956, S. 390 ff.
- Alfred Müller-Armack: Wirtschaftsordnung und Wirtschaftspolitik. Studien und Konzepte zur Sozialen Marktwirtschaft und zur europäischen Integration. Freiburg i. Br. 1966.
- Alfred Müller-Armack: Wirtschaftslenkung und Marktwirtschaft. Verlag Wirtschaft und Finanzen, Düsseldorf 1999, ISBN 3-87881-135-7. (Faks.-Ed. der Erstausg. Hamburg 1947)
- Alfred Müller-Armack: Genealogie der sozialen Marktwirtschaft: Frühschriften und weiterführende Konzepte. 2., erw. Auflage. Haupt, Bern 1981, ISBN 3-258-03022-7.
- Alexander Rüstow: Freie Wirtschaft – starker Staat. In: Deutschland und die Weltkrise (Schriften des Vereins für Socialpolitik 187). Dresden 1932.
- Alexander Rüstow: Wirtschaftsethische Probleme der sozialen Marktwirtschaft. In: Patrick Boarman (Hrsg.): Der Christ und die Soziale Marktwirtschaft. Stuttgart 1955.

Các sách kinh tế khác liên quan
- Werner Abelshauser: Des Kaisers neue Kleider? Wandlungen der Sozialen Marktwirtschaft. Roman Herzog Institut, München 2009.
- Gerold Ambrosius: Die Durchsetzung der Sozialen Marktwirtschaft in Westdeutschland 1945–1949. Dt. Verl.-Anst., Stuttgart 1977, ISBN 3-421-01822-7.
- Winfried Becker: Die Entscheidung für eine neue Wirtschaftsordnung nach 1945. Christliche Werte in der Sozialen Marktwirtschaft Ludwig Erhards. In: Rainer A. Roth, Walter Seifert (Hrsg.): Die zweite deutsche Demokratie. Ursprünge, Probleme, Perspektiven. Köln/ Wien 1980.
- Dieter Cassel (Hrsg.): 50 Jahre Soziale Marktwirtschaft. Ordnungstheoretische Grundlagen, Realisierungsprobleme und Zukunftsperspektiven einer wirtschaftspolitischen Konzeption. Lucius & Lucius, Stuttgart 1998, ISBN 3-8282-0057-5.
- Alexander Ebner: The intellectual foundations of the social market economy: theory, policy, and implications for European integration. In: Journal of economic studies. 33(2006)3, S. 206–223.
- Nils Goldschmidt, Michael Wohlgemuth (Hrsg.): Die Zukunft der Sozialen Marktwirtschaft: sozialethische und ordnungsökonomische Grundlagen. Mohr Siebeck, Tübingen 2004, ISBN 3-16-148296-4.
- Dieter Haselbach: Autoritärer Liberalismus und soziale Marktwirtschaft: Gesellschaft und Politik im Ordoliberalismus. (Habil.) Nomos, Baden-Baden 1991, ISBN 3-7890-2504-6.
- Michael von Hauff (Hrsg.): Die Zukunftsfähigkeit der Sozialen Marktwirtschaft. Metropolis-Verlag, Marburg 2007, ISBN 978-3-89518-594-6.
- Philipp Herder-Dorneich: Ordnungstheorie des Sozialstaates. Beiträge zur Ordnungstheorie und Ordnungspolitik. Mohr Siebeck, Tübingen 1983.
- Karl Hohmann, Horst Friedrich Wünsche (Hrsg.): Grundtexte zur sozialen Marktwirtschaft: Das Soziale in der sozialen Marktwirtschaft. Lucius & Lucius, 1988, ISBN 3-437-40208-0.
- Gerhard Kleinhenz: Sozialstaatlichkeit in der Konzeption der Sozialen Marktwirtschaft. In: Ders. (Hrsg.): Sozialstaat Deutschland. Lucius & Lucius, 1997, S. 390 ff.
- Bernhard Löffler: Soziale Marktwirtschaft und administrative Praxis. Das Bundeswirtschaftsministerium unter Ludwig Erhard. Stuttgart 2002.
- Josef Mooser: Liberalismus und Gesellschaft nach 1945. Soziale Marktwirtschaft und Neoliberalismus am Beispiel von Wilhelm Röpke. In: Manfred Hettling/Bernd Ulrich (Hrsg.): Bürgertum nach 1945. Hamburg 2005, S. 134–163.
- Anthony J. Nicholls: Freedom with Responsibility. The Social Market Economy in Germany, 1918–1963. Oxford 1994.
- Knut Wolfgang Nörr, Joachim Starbatty, Reinhold Biskup: Soll und haben: 50 Jahre soziale Marktwirtschaft. Lucius & Lucius, Stuttgart 1999, ISBN 3-8282-0105-9.
- Jürgen Pätzold: Soziale Marktwirtschaft: Konzeption – Entwicklung – Zukunftsaufgaben. 6., überarb. Auflage, Verlag Wiss. und Praxis, Ludwigsburg 1994, ISBN 3-928238-38-8. Online: Soziale Marktwirtschaft Lưu trữ ngày 29 tháng 12 năm 2008 tại Wayback Machine.
- Ralf Ptak: Vom Ordoliberalismus zur sozialen Marktwirtschaft: Stationen des Neoliberalismus in Deutschland. VS-Verlag für Sozialwiss., Wiesbaden 2005, ISBN 3-8100-4111-4.
- Friedrun Quaas: Soziale Marktwirtschaft: Wirklichkeit und Verfremdung eines Konzepts. Bern/ Stuttgart 2000, ISBN 3-258-06012-6.
- Siegfried Rauhut: Soziale Marktwirtschaft und parlamentarische Demokratie. Eine institutionenökonomische Analyse der politischen Realisierungsbedingungen der Konzeption der Sozialen Marktwirtschaft. Duncker & Humblot, Berlin 2000.
- Otto Schlecht: Grundlagen und Perspektiven der Sozialen Marktwirtschaft. Mohr, Tübingen 1990, ISBN 3-16-145684-X.
- Christian Watrin: The Principles of the Social Market Economy—Its Origins and Early History. In: Zeitschrift für die gesamte Staatswissenschaft. Band 135, 1979, S. 405–425.
- Hans Willgerodt: Wertvorstellungen und theoretische Grundlagen des Konzepts der Sozialen Marktwirtschaft. In: Wolfram Fischer (Hrsg.): Währungsreform und Soziale Marktwirtschaft. Erfahrungen und Perspektiven nach 40 Jahren. Berlin 1989.
- Joachim Zweynert: Die Soziale Marktwirtschaft als politische Integrationsformel. 2008, S. 334, doi:10.1007/s10273-008-0800-z.

### Lịch sử kinh tế
- Werner Abelshauser: Deutsche Wirtschaftsgeschichte seit 1945. C.H. Beck, München 2004, ISBN 3-406-51094-9.
- Michael von Prollius: Deutsche Wirtschaftsgeschichte nach 1945. UTB, 2006, ISBN 3-8252-2785-5.
- Mark E. Spicka: Selling the Economic Miracle: Economic Reconstruction and Politics in West Germany, 1949–1957. Berghahn Books, 2007, ISBN 978-1-84545-223-0.
- Knut Wolfgang Nörr: Die Republik der Wirtschaft: Von der sozial-liberalen Koalition bis zur Wiedervereinigung, Teil 2. Mohr Siebeck, Heidelberg 2007, ISBN 978-3-16-149499-4.